# Penetração sexual

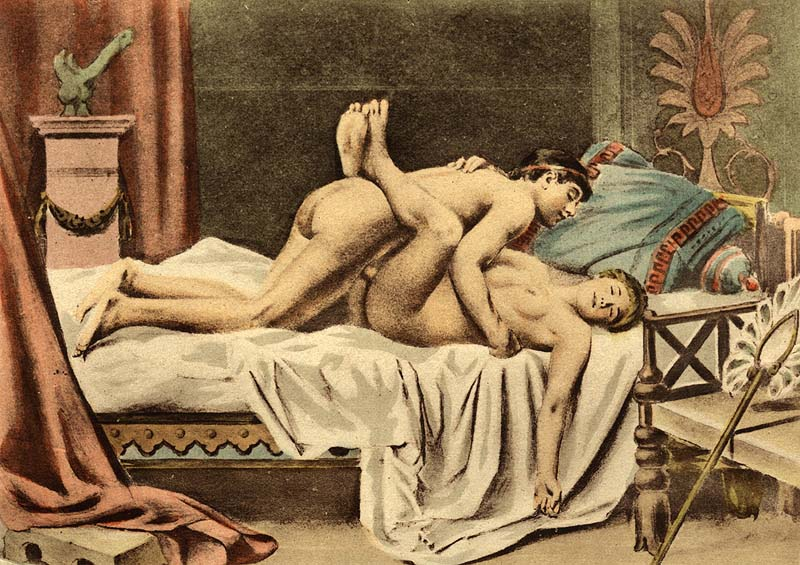
Penetração sexual ocorrendo na posição missionária, retratada por Édouard-Henri Avril

A penetração sexual é a inserção de uma parte do corpo ou outro objeto em um orifício do corpo, como a vagina, o ânus ou a boca, como parte da atividade sexual humana ou do comportamento sexual animal.
O termo é bastante usado na lei estatutária no contexto da proibição de certas atividades sexuais. Termos como "relação sexual" ou "conhecimento carnal" aparecem mais em estatutos mais antigos, enquanto muitos estatutos criminais modernos citam o termo "penetração sexual" por ser um termo amplo que abrange (a menos que qualificado) toda forma de atividade sexual com penetração, incluindo digital (ou seja, os dedos) ou com um objeto, e pode envolver apenas a penetração mínima. Algumas jurisdições descrevem algumas formas de penetração como "atos de indecência", ou outra terminologia.

## Definições
Quando um pênis entra em uma vagina, o ato é conhecido como relação sexual vaginal ou sexual ou sexo pênis na vagina (PIV). Quando um pênis penetra no ânus de outra pessoa, o ato é conhecido como sexo anal ou coito anal. O sexo oral penetrante pode acontecer com a penetração da boca por um pênis (felação) ou o uso da língua para a penetração na vagina ou na vulva (cunnilingus). A língua também pode penetrar no ânus ao se fazer o anilingus, que é uma forma de sexo oral e anal. Se um ou mais dedos são usados para a penetração em um orifício, dá-se o nome de digitação ou penetração digital. A entrada de um objeto, como um dildo, vibrador ou outro brinquedo sexual, na genitália ou ânus de uma pessoa também pode ser considerada penetração sexual.

## Ilegal
Os crimes sexuais com penetração são de modo geral considerados mais graves do que os crimes sexuais sem penetração, enquanto a penetração sexual de uma criança é ainda mais. Uma criança abaixo da idade legal de consentimento não pode consentir em atos de penetração sexual. Legalmente, o termo penetração sexual geralmente se refere ao sexo com crianças. A penetração sexual ilegal é geralmente uma ofensa, não importa a profundidade da penetração nem a ejaculação do sêmen.
As leis enquadram várias formas de penetração sexual como parte do crime. Por exemplo, a lei do estado norte-americano de Oregon prevê:
A "penetração sexual ilegal em primeiro grau" é um crime que ocorre quando o agressor "penetra na vagina, ânus ou pênis de outra pessoa com qualquer objeto que não seja seu pênis ou boca", se a vítima for "submetida à compulsão forçada, ou é "menor de 12 anos de idade", ou "é incapaz de consentir em razão de defeito mental, incapacidade mental ou desamparo físico".
— Unlawful sexual penetration in the first degree, Oregon Statutes § 163.411
No Reino Unido, a penetração sexual em um parente é uma ofensa.
Várias formas de penetração por algumas vezes foram consideradas obscenas e proibidas. As obras que exploram essas penetrações podem ser consideradas pornográficas. 